# Libpng
libpng는 공식 PNG 참조 라이브러리이다. 한 때 이름은 pnglib였다. libpng는 PNG 그림을 다루는 데 필요한 C 명령어를 포함하고 있는 플랫폼 독립 라이브러리이다. Guy Eric Schalnat, Andreas Dilger, Glenn Randers-Pehrson 등의 사람들이 개발하였으며 이 라이브러리를 사용하기 전에 zlib이 먼저 설치되어 있어야 한다. PNG의 거의 모든 기능을 지원하고 확장 가능하며 18년 넘게 널리 사용되고 테스트되고 있다.
이 라이브러리의 첫 버전은 1995년 5월 1일이다.
허가 자유 소프트웨어 라이선스 하에 공개된 libpng은 자유 소프트웨어이다.